# 埃内亚·祖菲
埃内亚·祖菲（義大利語：Enea Zuffi，1891年12月27日—1968年7月14日），意大利男子足球运动员，司职前锋。他曾代表意大利国奥队参加1912年夏季奥林匹克运动会足球比赛，获得第九名。